# Radkersburg Umgebung
Radkersburg Umgebung è stato un comune austriaco nel distretto di Südoststeiermark (fino al 31 dicembre 2011 distretto di Radkersburg), in Stiria. È stato creato il 1º gennaio 1969 dalla fusione dei comuni soppressi di Altneudörfl, Dedenitz, Goritz bei Radkersburg, Pridahof, Laafeld, Sicheldorf e Zelting e soppresso il 31 dicembre 2014; dal 1º gennaio 2015 le sue frazioni sono state aggregate al comune di Bad Radkersburg.